# West Virginia Records
West Virginia Records war eine deutsche Plattenfirma mit Sitz in Borgentreich, die Anfang der 1990er Jahre Tonträger veröffentlichte. Betrieben wurde sie von Uli Wiehagen, dem damaligen Manager von Holy Moses. Das Label unterhielt auch Sublabels wie Toxo TCM, wo beispielsweise die belgische Thrash-Metal-Band Dead Serious 1991 ihr Debütalbum It's a Nice Day veröffentlichte.
Das Stage One Studio geht auf die Labeltätigkeit zurück, wurde es doch nach Eigenangaben von Andy Classen explizit für West Virginia Records eingerichtet. Das Label wurde dann 1994 geschlossen und Classen blieb mit dem Studio weiter aktiv.

## Veröffentlichungen (Auswahl)
- Accessory – Within Your Mind…  (1992)
- Big Heat – Scenes of Fire (1993)
- Burial – Relinquished Souls (1993)
- Deathrow – Life Beyond (1992)
- Despised – Twisted (1993)
- General Lee Band – Confederal Wedding (1992)
- The Heroes – Do You Believe In…? (1991)
- Holy Moses – Too Drunk to Fuck (1990)
- Incubator – Mc Gillroy the Housefly (1992)
- Monsters – Riot in the Night (1990)
- O.K. Corral – O.K. Corral (1992)
- Obscenity – Suffocated Truth (1992)
- Polluted Inheritance – Ecocide (1992)
- Toys Bizarre – My Parents Went to Hell (1992)
- Warpath – When War Begins (1993)
- Wild Champagne – From Now for Ever (1992)